# Prinz Eugen (vonat)
A Prinz Eugen egy nemzetközi vasúti járat volt, amelynek északi végállomása a németországi Bremen Hauptbahnhof / Hannover Hauptbahnhof / Hamburg-Altona / Kiel Hauptbahnhof volt, a keleti végállomása pedig az osztrák főváros, Bécs volt.  Nevét Savoyai Jenőről (németül: Eugen von Savoyen), a Savoyai-dinasztia carignanói ágából származó főnemeséről kapta, aki a franciaországi Carignan hercege és német-római császári hadvezér is volt.

## Története
Az évek során a Prinz Eugen északi végállomása, útvonala, vonatneme és kocsiösszeállítása jelentősen változott. Az útvonal azonban mindig magában foglalta a németországi Würzburg Hauptbahnhof és a bécsi Wien Westbahnhof közötti fővonalat Passau Hauptbahnhofot érintve, Németország és Ausztria határán keresztül.
A járat a Trans-Europ-Expressként (TEE) töltött ideje alatt eredetileg a Bréma - Würzburg - Nürnberg - Bécs volt az útvonala, de 1976-ban a Hannover - Köln - Frankfurt am Main - Würzburg - Nürnberg - Bécs váltotta fel. Ez volt az egyetlen TEE útvonal, amely valaha Bécset is érintette. Az 1970-es években a három TEE járat működött Ausztriában, a másik kettő a Mediolanum és a Blauer Enzian volt. Később a TEE Rheingold rövid életű, csak 1985 és 1986 nyarán közlekedő mellékága Salzburgig vezetett.
A Prinz Eugen járat TEE-ként végzett utolsó napja 1978. május 27. volt, a következő napon pedig két kocsiosztályú InterCity (IC) járat váltotta. A járat, amely eredetileg ugyanazon az útvonalon közlekedett, Hannover és Frankfurt között csak első osztályú, Frankfurt és Bécs között első- és második osztályú kocsikat is továbbított. 1980. június 1-jén az IC Prinz Eugen útvonalát Hamburg - Würzburg - Nürnberg - Bécs útvonalra módosították. Ez csaknem megegyezett a vonat 1971-1976 közötti útvonalával, kivéve Hannovertől északra, ahol az útvonal vége Bréma helyett Hamburgba került.
Az 1973-as menetrend:
| TEE 97 | Ország      | Állomás           | km   | TEE 96 |
| ------ | ----------- | ----------------- | ---- | ------ |
| 12:07  | Németország | Bremen            | 0    | 17:45  |
| 13:12  | Németország | Hannover          | 122  | 16:49  |
|        | Németország | Göttingen         |      |        |
| 15:03  | Németország | Bebra             | 311  | 14:49  |
| 16:47  | Németország | Würzburg          | 479  | 13:11  |
| 17:44  | Németország | Nürnberg          |      | 12:13  |
| 18:46  | Németország | Regensburg        |      | 11:10  |
| 19:55  | Németország | Passau            |      | 10:06  |
|        | Ausztria    | Wels              |      |        |
| 21:07  | Ausztria    | Linz              |      | 08:52  |
| 23:00  | Ausztria    | Wien West Bahnhof | 1079 | 07:00  |

1987. május 31-én a Prinz Eugen bekerült az akkor újonnan bevezetett EuroCity (EC) hálózatba. Útvonala változatlan maradt 1991. június 2-ig, amikor ismét visszatért a Kölnön és Frankfurton át vezető útvonalra, amely a Hamburg - Bréma - Köln - Frankfurt - Würzburg - Nürnberg - Bécs útvonalon haladt.
1998. május 24-én a Prinz Eugen Intercity-Express (ICE) járat lett, amely továbbra is összekötötte Hamburgot Béccsel, de ismét közvetlenebb útvonalra váltott, az új útvonala a Hamburg - Hannover - Würzburg - Nürnberg - Bécs lett.
A Prinz Eugen 2004-ben megszűnt, mint nevet viselő járat.